# 岩佐氏寿
岩佐 氏寿（いわさ うじとし、1911年12月2日 - 1978年11月22日）は、日本の映画監督、脚本家。

## 概要
京都市出身。脚本や制作を担当した作品が映画祭・映画コンクールで受賞した。同盟通信社、日本ニュース映画社、日本映画社をへて、戦後、監督としてデビュー後、「日本ニュース」企画編集を担当し、占領政策下のニュース映画のスタイルを確立。主に脚本を担当するようになり、その後、企業をスポンサーとする科学技術映画、産業映画のプロデューサーとして活躍した。また、児童文学、学校劇なども手がけ、『佐久間ダム物語』（東西文明社、1956年）、『超高層ビルのあけぼの』（鹿島研究所出版会、1967年）、『二十一世紀のもぐら　トンネル物語』（文研出版、1971年）などの著作がある。『キネマ旬報』などの映画雑誌、教育雑誌などにエッセイ・論文を発表した。亡くなった時は、鹿島映画（現・カジマビジョン）の専務だった。

## 受賞
- 脚本を担当した今井正監督の劇映画『どっこい生きてる』は第25回キネマ旬報ベスト・テン5位、第2回ブルーリボン賞4位。同じく脚本を担当した『ひとりの母の記録』（1955年、岩波映画製作所、日活配給）が、第2回教育映画祭で社会教育部門最高賞[3]。
- 製作を担当した『地下を進む都市開発 —シールド工法—』（1967年、日本技術映画社）で、教育映画祭最高賞、科学技術映画祭入選、日本産業映画コンクール奨励賞[4]。『海の中の桟橋』（1968年、日本技術映画社）で科学技術映画祭長官賞[5]。
- 脚本を担当した『超高層霞が関ビル』（1968年、日本技術映画社）で、教育映画祭最高賞、日本産業映画コンクール奨励賞[6]。
- 製作を担当した『アルプスにダムができた』（1969年、鹿島映画）と『新都心の広場 —京王プラザホテル』（1971年、鹿島映画）で、日本産業映画コンクール奨励賞。

## 経歴

### 同盟通信社から日本映画社へ
- 1936年に発足した同盟通信社のニュース映画から記録映画の世界に入る。
- 1939年頃、『同盟映画月報 近代戰の華! 戰車物語』（7分、同盟通信社）構成担当。
- 1940年、朝日、毎日、読売の各新聞社映画部と同盟通信社映画部が「社団法人日本ニュース映画社」（さらに1941年、「社団法人日本映画社」と改称・改組）に統合されたため、同社に所属。
- 1946年、国鉄労働組合がスポンサーとなった『驀進』を監督し、賃上げや最低賃金制確立を要求する闘争を記録[7]。
- 1949年、経済安定本部、商工省、農林省、油糧配給公団後援の『ぬかものがたり』（音楽：三木鶏郎、日本映画社）の脚本を担当。

### フリーランスとして
- 1950年、劇映画『君たちはどう生きるか』（東映）を監督。
- 1951年、今井正監督の劇映画『どっこい生きてる』（新星映画）の脚本を担当。
- 1953年、『赤い自転車』（第一映画）の脚本を担当。
- 1955年、京極高英監督『ひとりの母の記録』（岩波映画製作所）の脚本を担当。この映画では、素人俳優を使った再現シーンがあり、ドキュメンタリー制作者の姿勢をめぐって桑野茂と論争が起きた[7]。同年、ソ連の記録映画『北極ものがたり』（1952年制作・ソ連映画輸出協会＝独立映画センター＝優秀映画）の日本語版解説翻訳。
- 1956年、今泉善珠監督『名犬ものがたり』（協力プロ＝たんぽぽ）の脚本を担当。
- 1957年、大川博制作『北海道の大自然』（東映）編集構成
- 1963年、『森林 −北海道の国有林−』(東映教育映画部）監督・脚本。

### 企業映画の時代
- 1967年、『地下を進む都市開発 —シールド工法—』（日本技術映画社）製作。『霞が関147M−霞が関超高層ビル第二部−』（日本技術映画社）製作。
- 1968年、『超高層霞が関ビル』（日本技術映画社）監督・製作・脚本。同年、『海の中の桟橋』（日本技術映画社）『海のなかの桟橋−京葉シーバース−』（日本技術映画社）製作担当。
- 1969年、関川秀雄監督『超高層のあけぼの』（日本技術映画社、東映配給）脚色、製作担当。『アルプスにダムができた』（鹿島映画）製作を担当。
- 1971年、『新都心の広場 —京王プラザホテル』（鹿島映画）製作を担当。
- 1974年、「私が考えるドキュメンタリィ試論--前号登川直樹氏の論稿に対して」を『シナリオ』誌9月号に掲載。